# Колом, Жоан
Жоан Колом-и-Альтемир (кат. Joan Colom i Altemir; 21 апреля 1921 — 3 сентября 2017) — испанский фотограф, получивший известность благодаря своим фоторепортажам из неблагополучных районов Барселоны, в частности Эль Раваль.

## Биография
Родился 21 апреля 1921 года в Барселоне.
Он был фотографом-самоучкой, а его каждодневной работой была профессия бухгалтера. В 1957 году Колом стал членом творческой организации Agrupació Fotográfica de Catalunya (AFC), а в 1960-м — одним из основателей группы фотографов и художников El Mussol. В 1962 году он был представлен в Париже вместе с другими испанскими фотографами Шавьером Мизераксом и Ориолем Маспоном в составе движения «Новый авангард», сильно вдохновлённым такими мастерами, как Брассай, Франсеск Катала-Рока, Анри Картье-Брессон и Ман Рэй.
Он был удостоен Национальной премии Фотография Министерства культуры Испании в 2002 году, а также награждён Золотой медалью городского совета Барселоны, Национальной премией в области визуальных искусств женералитета Каталонии и Крестом Сант-Жорди в 2006 году. В 2011 году Национальный музей искусства Каталонии принял в свою экспозицию часть фотографического наследия Колома
.
Жоан Колом прожил долгую жизнь и покинул этот мир в 96 лет в статусе одного из ведущих уличных фотографов Испании.